# 国際連合東ティモール統合ミッション
国際連合東ティモール統合ミッション（こくさいれんごうひがしティモールとうごうミッション United Nations Integrated Mission in Timor-Leste,UNMIT)は国際連合平和維持活動の一。2006年に発生した東ティモールの騒乱に対応するために2006年8月25日の国際連合安全保障理事会決議1704に基づき設立された。2012年12月31日付で活動を終了。

## 概要
東ティモールは国際連合などの支援により、2002年に独立したばかりの国家であり、独立支援としてUNOTIL（国連東ティモール事務所）も設置されていた。UNOTILは2006年5月には任務を終了する予定であった。しかし、2006年4月に国軍兵士の待遇問題から抗議行動が発生、東ティモール政府は該当兵員を解雇した。元兵員らはこれに反発、暴動が発生した。暴動鎮圧に向かった国軍・警察の一部もこれに同調したため、国内が騒乱状態に至った。UNOTILは活動期限を延長したほか、5月にはオーストラリア軍やマレーシア軍を中心とする多国籍軍が治安維持のため、東ティモールに展開した。
ここに至り、東ティモールの安定を回復するために、新規の国際連合平和維持活動が求められ、2006年8月25日の安保理決議1704に基づき国際連合東ティモール統合ミッション(UNMIT)が設立されることとなった。UNMITは治安維持の多国籍軍と協力して、東ティモールの安定を回復し、国家警察を始めとする治安維持機関の再建を支援し、2007年に予定されている大統領選挙を円滑に実施するための支援を目的として活動していた。2008年には安保理決議1802により、司法組織の支援や政府組織構築の支援も実施することとなった。
2009年時点のUNMITの規模は、文民警官1,452名、軍事連絡要員33名、文民スタッフ371名、現地スタッフ908名、国連ボランティア128名であった。
2010年には外務省出身の持田繁が副特別代表に就任。自衛隊からも2010年9月から2012年9月まで軍事監視要員として中央即応集団司令部所属の幹部自衛官2名を派遣した。2次隊では初となる、女性自衛官3等陸佐が派遣された。